# Burgstall Petershausen
Der Burgstall Petershausen ist eine abgegangene hochmittelalterliche Niederungsburg auf 456 m ü. NHN 470 m südöstlich der Pfarrkirche St. Laurentius in Petershausen im Landkreis Dachau in Bayern. 
Die Anlage wird als Bodendenkmal unter der Aktennummer D-1-7534-0013 als „verebneter Burgstall des Mittelalters“ geführt.

## Beschreibung
Die in etwa viereckige Anlage liegt 140 m südlich der Glonn. Sie besitzt abgerundete Ecken und misst in Ost-West-Richtung knapp 100 m und in Nord-Süd-Richtung 80 m. Sie liegt heute auf einem Wiesengrundstück. 